# My Guns Are Loaded
«My Guns Are Loaded» (en español: «Mis armas están cargadas») es una canción grabada por la cantante galesa Bonnie Tyler para su tercer álbum de estudio, Diamond Cut (1979). La canción fue escrita por Ronnie Scott y Steve Wolfe, quien también produjo la canción con Robin Geoffrey cable.
La canción fue un gran éxito en Canadá y Francia, y un éxito menor en los EE. UU.

## Listado de canciones y formatos
EE.UU. y Francia 7" sencillo
1. «My Guns Are Loaded» — 3:45
2. «Baby I Just Love You» — 3:03

Alemania 7" sencillo
1. «My Guns Are Loaded» — 3:45
2. «The Eyes of a Fool» — 3:19

## Posicionamiento en las listas
| País (1979)                          | Mejor posición |
| ------------------------------------ | -------------- |
| Canadá (RPM Adult Contemporary)      | 10             |
| Francia (IFOP)                       | 11             |
| EE. UU. Hot Country Songs (AllMusic) | 86             |